# Bukovice (district de Brno-Campagne)
Pour les articles homonymes, voir Bukovice.
Bukovice (en allemand : Bukowitz) est une commune du district de Brno-Campagne, dans la région de Moravie-du-Sud, en République tchèque. Sa population s'élevait à 84 habitants en 2020.

## Géographie
Bukovice se trouve à 9 km au nord-est de Tišnov, à 26 km au nord-nord-ouest de Brno et à 166 km à l'est-sud-est de Prague.
La commune est limitée par Zhoř au nord, par Brťov-Jeneč à l'est, par Lubě au sud-est, par Unín au sud, par Rohozec au sud-ouest et par Rašov à l'ouest.

## Histoire
La première mention écrite de la localité date de 1255.